# Masami Satō
Masami Satō (japanisch 佐藤 正美 Satō Masami; * 26. August 1981 in der Präfektur Kanagawa) ist ein ehemaliger japanischer Fußballspieler.

## Karriere
Satō erlernte das Fußballspielen in der Schulmannschaft der Maebashi Ikuei High School. Seinen ersten Vertrag unterschrieb er 2000 bei den Yokohama FC. Der Verein spielte in der dritthöchsten Liga des Landes, der Japan Football League. 2000 wurde er mit dem Verein Meister der Japan Football League und stieg in die J2 League auf. Für den Verein absolvierte er 70 Ligaspiele. 2003 wechselte er zum Drittligisten Yokogawa Musashino. Für den Verein absolvierte er neun Ligaspiele. 2004 wechselte er zum Ligakonkurrenten Thespa Kusatsu. Am Ende der Saison 2004 stieg der Verein in die J2 League auf. Für den Verein absolvierte er 96 Ligaspiele. Ende 2007 beendete er seine Karriere als Fußballspieler.